# Ctenophthalmus calceatus
Ctenophthalmus calceatus är en loppart som beskrevs av James Waterston 1912. Ctenophthalmus calceatus ingår i släktet Ctenophthalmus och familjen mullvadsloppor.

## Underarter
Arten delas in i följande underarter:
- C. c. calceatus
- C. c. cabirus
- C. c. tholatus